# 43号州际公路
43号州际公路（英語：Interstate 43）是一条南北方向的州际公路。该公路连接了威斯康辛州比洛特和霍华德，全长191.55英里。